# Wojciech Kostecki
Wojciech Kostecki (ur. 16 marca 1936 w Warszawie, zm. 22 lipca 2020) – polski aktor teatralny i filmowy. Pochowany na cmentarzu Bródnowskim (kwatera 29B-1-5).

## Filmy
- Grób Wojciecha Kosteckiego na cmentarzu Bródnowskim2006: Chaos – Tata Anny

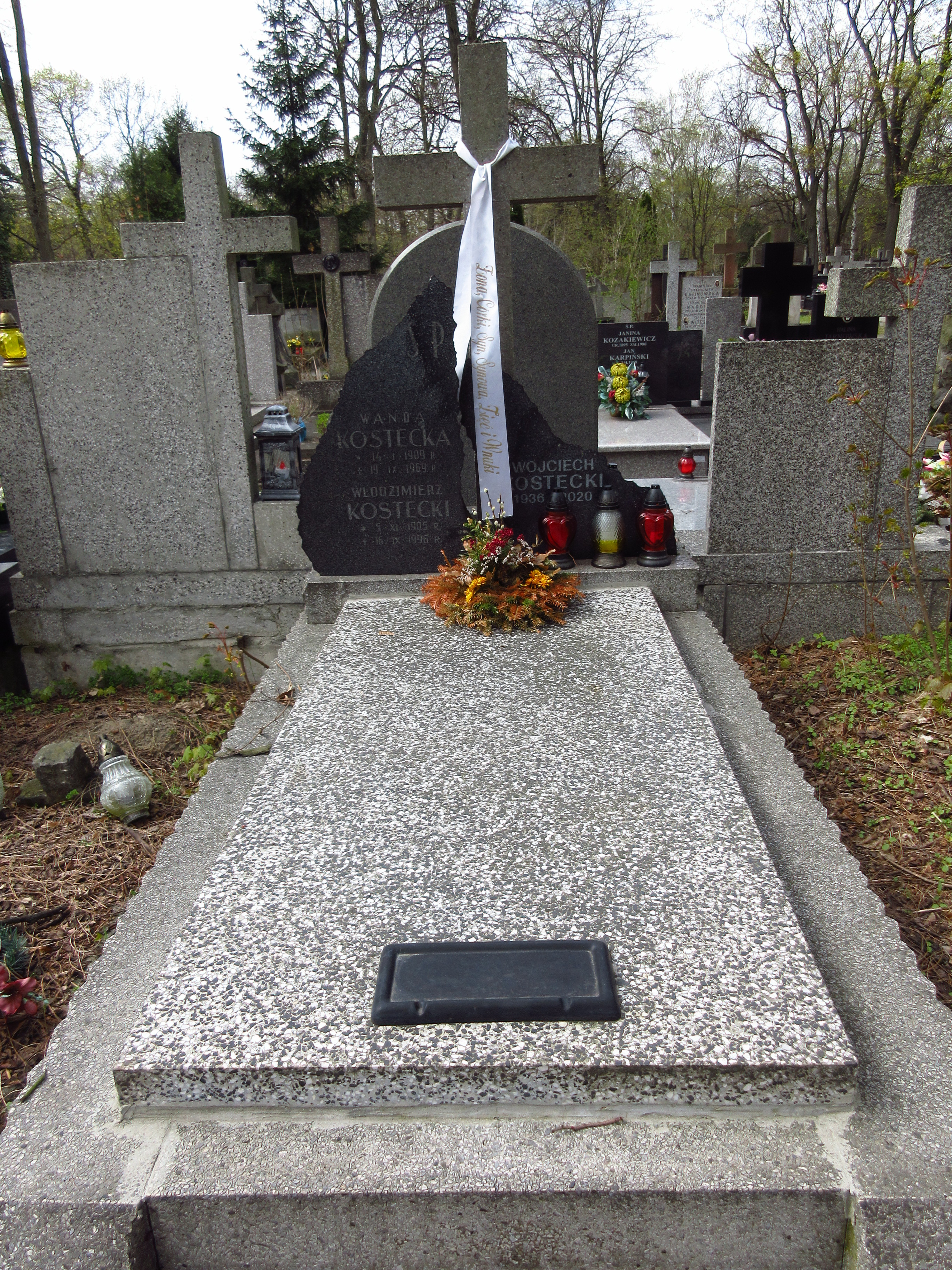
Grób Wojciecha Kosteckiego na cmentarzu Bródnowskim

- 2000: Wyrok na Franciszka Kłosa – Bala
- 1995: Gracze – Asystent Katabana
- 1995: Zdrada – Ojciec Marysi
- 1993: Goodbye Rockefeller – Lekarz
- 1993: Mała apokalipsa – kardynał na lotnisku
- 1993: Kraj świata – Kandydat – znany dyrektor Zoo
- 1992: Wiatr ze wschodu – Vent d’est

## Seriale
- 2001: Marszałek Piłsudski – Roman Dmowski
- 2000: Sukces – Ajwazowski, ojciec Kasi
- 2000: Plebania – Franciszek Soboń
- 1998: Sposób na Alcybiadesa – Dorożkarz
- 1996: Awantura o Basię – Aktor
- 1996: Tajemnica Sagali – Scyta
- 1994: Panna z mokrą głową – Sąsiad Borowskich
- 1994: Spółka rodzinna – Pracownik Biura Interwencji Senatu
- 1992: Żegnaj Rockefeller – Ordynator
- 1989: Odbicia (odc. 5)
- 1988: Królewskie sny – Zawisza Czarny
- 1978: Życie na gorąco

## Użyczył głosu
- 1981–1989: Smerfy

## Teatr
Aktor teatrów:
- im. W. Bogusławskiego w Kaliszu (1959–1960),
- Bałtyckiego w Koszalinie (1960–1965),
- Klasycznego w Warszawie (1965–1968),
- Dolnośląskiego w Jeleniej Górze (1968–1972),
- Dramatycznego w Warszawie (1972–1973),
- im. W. Bogusławskiego w Kaliszu (1973–1974),
- im. S. Jaracza w Olsztynie (1974–1978),
- im. Węgierki w Białymstoku (1978–1981),
- Bałtyckiego w Koszalinie (1981–1986).

## Odznaczenia
- 1980 – odznaka „Zasłużony Działacz Kultury”